# Lovelace: Garganta Profunda
Lovelace es una película biográfica del 2013, que trata sobre la actriz porno Linda Boreman, más conocida como Linda Lovelace, la estrella de Deep Throat (Garganta profunda), un vanguardista film de la época dorada del cine porno. La historia abarca la vida de la actriz entre los 20 y los 32 años.
Dirigida por Rob Epstein y Jeffrey Friedman sobre un guion de Andy Bellin, la película cuenta con la presencia de Amanda Seyfried y Peter Sarsgaard en los papeles principales, y Sharon Stone, Adam Brody, James Franco, Chloë Sevigny y Juno Temple en los papeles secundarios.
Estrenada el 22 de enero de 2013 en el festival de Sundance, fue lanzada limitadamente al público en los Estados Unidos el 9 de agosto del mismo año.

## Argumento
La película narra la relación entre Linda y Chuck desde dos ángulos distintos. En un primer momento la película refleja la vida de los protagonistas y su relación como si fuera perfecta. A medida que avanza la película se empiezan a mostrar algunos flashbacks, donde se muestra su relación desde el otro ángulo, incluyendo escenas de violencia doméstica, abusos e intimidaciones por parte de Chuck hacia Linda.
En 1970 con apenas 20 años, Linda Lovelace (Amanda Seyfried) está viviendo con sus autoritarios padres en Davie, Florida. Una noche que se encontraba habiendo salido a bailar con su mejor amiga Patsy (Juno Temple), ella capta la atención de Chuck Traynor (Peter Sarsgaard), y los dos desarrollan rápidamente una relación seria. Dado que él es mucho mayor que ella, pronto comienza a enseñarle a tener relaciones sexuales, algo en lo que ella recién se estaba iniciando. Luego de volver a su casa muy tarde una noche, Linda es abofeteada por su madre (Sharon Stone), por lo que decide mudarse con Chuck, para luego casarse con él. Un día durante una fiesta, Linda mira por primera vez uno de los vídeos de porno casero que Chuck tenía, y le dice que las chicas buenas como ella no hacen cosas como esas.
Seis meses después, Linda saca de la cárcel a Chuck, quien se encontraba allí por solicitar prostitución, algo sobre lo que él se niega a hablar con ella. Desesperado por el dinero, él luego persuade a Linda para que se convierta en una actriz pornográfica y ella pronto accede y comienza a trabajar en su primera película, Deep Throat donde utilizará por primera vez su nombre artístico "Linda Lovelace". La película pronto se convierte en un gran éxito, recaudando 30.000 dólares en su primera semana. Luego de convertirse en un fenómeno mundial, Linda es entrevistada por varios medios gráficos y radiales y se convierte en el principal tema de conversación de los programas humorísticos de medianoche, para desgracia de sus padres. Su vida es mostrada como emocionante y glamorosa: ella posa desnuda para sesiones de fotos, y asiste a fiestas entre semana. Durante una exhibición privada de la película en Los Ángeles, Hugh Hefner (James Franco) convence a Linda de tener potencial para convertirse en algo más que una actriz porno.
Mientras tanto, desde el segundo ángulo desde donde es narrada la película, la naturaleza violenta de Chuck va siendo gradualmente expuesta, y se va revelando que la vida de Linda no es tan perfecta como parece. Chuck atraganta a Linda durante el sexo oral y se niega a parar cuando ella se lo pide, alegando que es su "pasión" lo que se lo impide. Además de obligarla a prostituirse apuntándole con un arma. Tras esto, Linda visita a sus padres para preguntarles si podía volver un tiempo con ellos, no sin antes revelarles que Chuck la había estado golpeando, sin embargo su madre se niega, le dice que vuelva a su casa y que sea una buena esposa, agregando que algo malo debió haber hecho para merecer el abuso de Chuck. Tal como se muestra, Linda ya no lo ama, pero decide volver con él viendo que no tiene otra opción. Más tarde Chuck se entera de que Linda estuvo discutiendo un nuevo acuerdo de salario con el director Gerard Damiano (Hank Azaria), sin comentarlo con él, por lo que se enfada y la castiga haciéndole dar un baño de agua helada en la ducha.
Después de que Deep Throat se convierta en todo un éxito, Chuck intenta persuadir a Linda de hacer una nueva cinta porno, a lo que ella se niega. Como respuesta, él la lleva a una fiesta en un hotel, donde la obliga, nuevamente apuntándole con un arma, a tener sexo grupal con varios hombres, para así él poder cobrar un dinero. Linda intenta escapar de él esa misma noche, pero él la atrapa, y termina durmiendo sobre ella esa noche, impidiéndole volver a intentarlo. Al día siguiente ella se encuentra secretamente con Anthony Romano (Chris Noth) y le dice que se quiere salir del negocio del porno, revelándole además, los golpes y cortes que tenía en su cara, hechas por su marido. Romano, disgustado, la envía a una habitación de hotel privada, mientras él y sus guardaespaldas van a buscar a Chuck y le dan una paliza por abusar de Linda y por los 25.000 dólares que le debía.
Seis años después, luego de divorciarse de Chuck, Linda se casa con Larry Marchiano, se muda a Long Island y tiene un hijo con él. Luego pasará por el detector de mentiras, antes de publicar su autobiografía, Ordeal, donde detalla los años en que fue psicológica, física y sexualmente agredida por Chuck, además de haberle sustraído todas sus ganancias producto de la película. Un día Linda aparece en Donahue, y se ve a sus angustiados padres llorando mientras la ven en televisión. Unos días después, Los Marchiano viajan a Florida para que Linda se reconcilie con sus padres.
Antes de pasar a los créditos finales en la película se revela que si bien Deep Throat recaudó más de 600 millones de dólares a nivel mundial, Linda solamente cobró 1.250 dólares, ya que el resto fue controlado y dilapidado por Chuck Traynor. Ordeal tuvo tres ediciones, y por 20 años Linda habló en contra de la pornografía y la violencia doméstica. Chuck luego se casó con Marilyn Chambers, otra actriz porno. Linda muere a los 53 años por daños provocados por un accidente de auto en el 2002. Chuck Traynor muere tres meses después, de un ataque cardíaco.
Una foto original de Linda es mostrada al final de los créditos.

## Reparto
| ACTOR            | PERSONAJE          |
| ---------------- | ------------------ |
| Amanda Seyfried  | Linda Lovelace     |
| Peter Sarsgaard  | Chuck Traynor      |
| Sharon Stone     | Dorothy Boreman    |
| Robert Patrick   | John Boreman       |
| Juno Temple      | Patsy              |
| Adam Brody       | Harry Reems        |
| Wes Bentley      | Thomas (Fotógrafo) |
| Eric Roberts     | Nat Laurendi       |
| James Franco     | Hugh Hefner        |
| Chris Noth       | Anthony Romano     |
| Bobby Cannavale  | Butchie Peraino    |
| Hank Azaria      | Gerard Damiano     |
| Debi Mazar       | Dolly Sharp        |
| Cory Hardrict    | Frankie Crocker    |
| David Gueriera   | Larry Marchiano    |
| Tyler Nusenow    | Dominic Marchiano  |
| Chloë Sevigny    | Rebecca            |
| Don McManus      | Arty Shapiro       |
| Ronald Pritchard | Sammy Davis Jr.    |

## Producción

### Casting
En enero de 2011, a Kate Hudson (que se encontraba embarazada) le fue ofrecido el papel de Linda, mientras que James Franco estaba manteniendo conversaciones para asumir el papel de Chuck Traynor. La producción tenía planeado empezar con la filmación apenas naciera el hijo de Hudson. Hasta abril de ese año esta seguía involucrada con el proyecto. Sin embargo en noviembre se reportó que Amanda Seyfried y Peter Sarsgaard estaban en discusiones para interpretar los personajes principales. Sharon Stone anunció también en noviembre de 2011 que estaría interpretando a la madre de Linda Lovelace. En diciembre de 2011 Juno Temple y Wes Bentley fueron contratados en los papeles de la mejor amiga de Linda y su segundo esposo respectivamente.
En diciembre de 2011 James Franco recibe la parte de Hugh Hefner. Robert Patrick, Hank Azaria, Chris Noth, y Bobby Cannavale tomaron respectivamente los roles de John Boreman (el padre de Linda), Jerry Damiano, Anthony Romano y Butchie Peraino. El 2 de enero de 2012 Adam Brody y Eric Roberts son contratados en el papel de Harry Reems y Nat Laurendi, mientras que Demi Moore acuerda hacer un cameo como Gloria Steinem, no obstante unas semanas después declina por asuntos personales y es remplazada por Sarah Jessica Parker. Sin embargo, el cameo de Parker fue eliminado en una última instancia. Cory Hardrict y Debi Mazar interpretaron a Frankie Crocker y Dolly Sharp, en tanto que Chloë Sevigny hace el papel de una periodista feminista.
A fin de prepararse mejor para el rol, Seyfried leyó los libros de Lovlace, y estudió sus videos y su forma de hablar. Además miró el film en cuestión Deep Throat y se sometió a un entrenamiento de acento neoyorkino. Además dijo lo siguiente sobre Linda Lovelace: «Ella fue una persona muy diferente a lo que nos esperamos. Es una muy buena historia para contar, y estoy muy, muy emocionada con respecto a ello». Adam Brody por su parte también recurrió a las entrevistas de Reems para preparar su papel, y agregó, ante el hecho de que el arresto y la acusación de Reems bajo cargos federales por conspiración en la distribución de materiales obscenos por distintos estados no seann mostrados en la película, que ésta no profundiza en esos temas. Él además describe como «fraternal» la relación de Reems y Lovelace, manifestando que este era «la antítesis de su esposo Traynor» y que por ende le resultó muy sencillo interpretar su personaje.

### Filmación y posproducción
La filmación se hizo entre enero y febrero de 2012 en Los Ángeles y Glendale (estado de California).
La cooperación entre los protagonistas fue tan buena que al final Seyfried lo consideró a Sarsgaard como "El mejor actor con el que he trabajado".
El cameo de Sarah Jessica Parker no tuvo lugar en la versión final debido a que la historia en la película abarcaría hasta el año 1980, y no hasta 1984 como se tenía planeado en un principio, por ende, la aparición de Gloria Steinem (Sarah Jessica Parker) no tenía sentido en la película ya que ella no se había invloucrado con Linda Lovelace sino hasta después de 1980.

## Lanzamiento
El film tuvo su premier en el Sundance Film Festival el 22 de enero de 2013. Y fue lanzado en E.U.A. el 9 de agosto del mismo año.

## Banda sonora
La banda sonora de Lovelace fue lanzada el 9 de septiembre de 2013 en Estados Unidos.
| N.º | Título                              | Artista                              | Duración |  |
| 1.  | «I've Got to Use My Imagination»    | Gladys Knight & the Pips             | 3:30     |  |
| 2.  | «Gimme Little Sign»                 | Brenton Wood                         | 2:20     |  |
| 3.  | «Fooled Around and Fell in Love»    | Elvin Bishop                         | 4:36     |  |
| 4.  | «Funky Funky Way of Makin' Love»    | John Ellison & The Soul Brothers Six | 3:25     |  |
| 5.  | «If You Ain't Gettin' Your Thing»   | L.J. Waiters & the Electrifiers      | 3:21     |  |
| 6.  | «Shotgun Shuffle»                   | KC & the Sunshine Band               | 2:45     |  |
| 7.  | «Oh How I Love It»                  | People's Choice                      | 3:05     |  |
| 8.  | «Keep On Truckin'»                  | Eddie Kendricks                      | 8:00     |  |
| 9.  | «Let It Ride»                       | Bachman–Turner Overdrive             | 3:30     |  |
| 10. | «Rock Your Baby»                    | George McCrae                        | 6:25     |  |
| 11. | «'Tain't Nobody's Business if I Do» | Sofía Karstens                       | 3:42     |  |
| 12. | «You Made Me Beautiful»             | Stephen Trask                        | 2:09     |  |
| 13. | «Spirit in the Sky»                 | Norman Greenbaum                     | 4:01     |  |

## Recepción
Lovelace tuvo críticas mixtas. Según Rotten Tomatoes, 54% de los críticos dio una reseña positiva, basado en 119 reseñas. El sitio detalla que: "Amanda Seyfried y Peter Sarsgaard hacen su mejor esfuerzo con el material que tienen, pero Lovelace falta de suficiente profundidad y convicción para realmente hacerle justicia a un fascinante argumento". En Metacritic puntuó 51 de 100, basado en 37 reseñas. Todd McCarthy de "The Hollywood Reporter" escribió que el film estuvo "inteligentemente hecho". Richard Roeper le dio al film una "B+", comentando que "Nunca se llega a sentir triunfante o inspiracional. Está bien hecha, y bien actuada, pero es solo un recordatorio, una y otra vez, de que la actriz porno más famosa de la película pornográfica más famosa jamás hecha, fue una víctima". Por otro lado, Rob Nelson de "Variety's", reclama que la verdadera historia detrás del film ha sido simplificada a "una serie de viñetas caricaturescas". Amanda Mae Meyncke reafirmó la performance de Seyfried como excelente pero considera que la cinta termina siendo en el global "mediocre".
También surgieron dudas sobre la fidelidad histórica de la narrativa del film. Y en particular, Gerard Damiano Jr. (hijo del director de "Deep Throat") y Eric Danville (biógrafo de Linda Lovelace) hablaron a "The Rialto Report" sobre cómo la cinta fusiona el abuso conyugal con el tratamiento que se le da a los actores de la industria del cine para adultos.